# Göllheimer Häuschen
Das Göllheimer Häuschen ist eine Einzelsiedlung im Donnersbergkreis in Rheinland-Pfalz. Trotz des Namens gehört sie nicht zu Göllheim, sondern zur benachbarten Gemeinde Kerzenheim.

## Lage
Das Göllheimer Häuschen befindet sich im Stumpfwald am nördlichen Rande des Pfälzerwaldes, an der äußersten westlichen Gemarkungsgrenze von Kerzenheim. Ursprünglich gehörte das Areal zum Grundbesitz des Zisterzienserinnenklosters Rosenthal. Nördlich liegt die Gemeinde Göllheim, im Osten das ebenfalls zu Kerzenheim gehörende Rosenthal, im Süden schließt sich Ramsen an. Im Westen liegt Breunigweiler, zu dem es allerdings keine direkte Straßenverbindung gibt.

## Geschichte

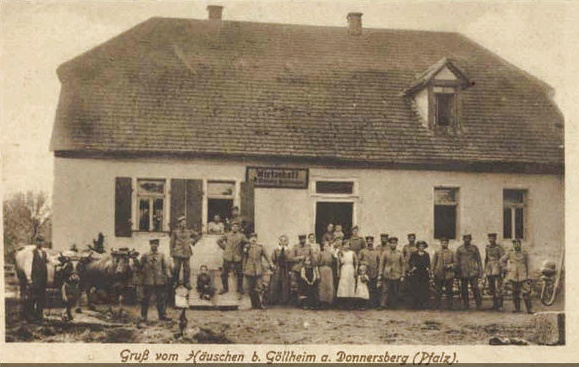
Das Göllheimer Häuschen um 1910 (alte Postkarte)

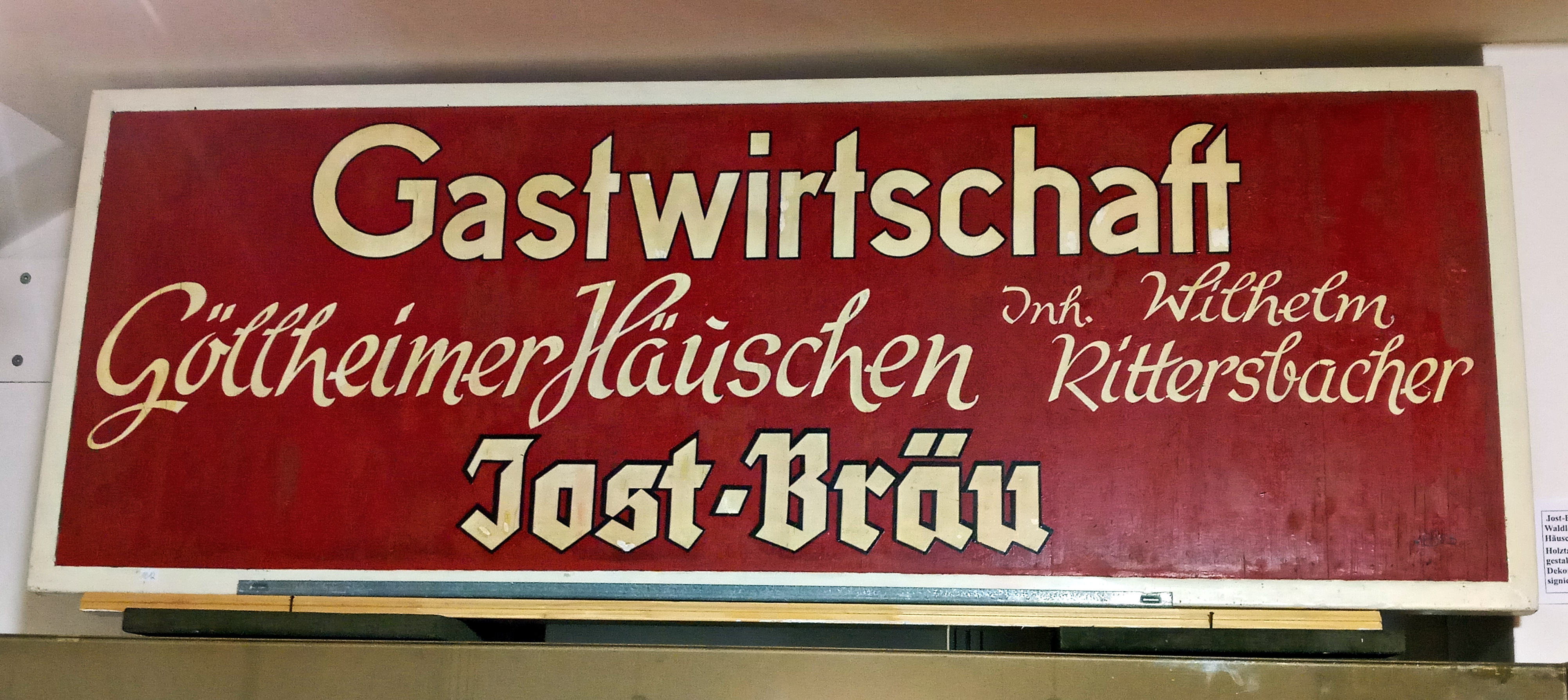
Wirtshausschild der Jost-Brauerei aus den 1960er Jahren, heute im Stadtmuseum Grünstadt

Das an einer uralten Waldstraße gelegene Göllheimer Häuschen diente zunächst den hier begüterten Fürsten von Nassau-Weilburg als Jagdschlösschen bzw. Forsthaus. Im 18. Jahrhundert wurde das Gebäude verkauft und zur Gaststätte umgebaut, das es bis heute blieb. 1778 wird es bereits als Wirtshaus erwähnt.

## Infrastruktur
Durch das Gehöft verläuft die Landesstraße 396, die es mit Göllheim und Ramsen verbindet. Die nördlich abzweigende Kreisstraße 78 stellt eine Verbindung zum Rosenthalerhof und nach Kerzenheim her.

## Varia
Die Sage berichtet, dass der „Schinderhannes“ hier verkehrt sein soll, ebenso der als „Bubendieb“ bezeichnete Johann Martin Denzer, ein Räuber aus dem Stumpfwald, der 1802 in Mainz enthauptet wurde. Laut einer anderen Sage seien die Betreiber im frühen 19. Jahrhundert selbst Räuber gewesen und hätten manchen Reisenden ermordet.
Unweit des Göllheimer Häuschens in Richtung Ramsen, liegt im Wald, direkt neben der L 396, das Jagdhaus Lassmichinruh des ehemaligen NS-Gauleiters der Saarpfalz, Josef Bürckel, in welchem er seinerzeit mit viel Parteiprominenz verkehrte u. a. mit Hermann Göring.